# Zeitwahrnehmung
Zeitwahrnehmung ist ein unscharfer Sammelbegriff für verstandesmäßige (kognitive) Phänomene wie Zeitgefühl, Zeitbewusstsein, Zeitsinn, Gleichzeitigkeit/Nacheinander, subjektive Zeit und Zeitqualität.

## Grundlagen

### Begriffliche Systematisierung
In der empirischen Zeitwahrnehmungsforschung wird zwischen Zeitflusserleben (englisch time passage, time experience oder time flow) und Dauerurteilen (englisch timing) unterschieden.
Unter Zeitflusserleben versteht man die Intuition, die Zeit als kontinuierlichen Fluss bzw. als etwas Bewegliches zu verstehen. Ratingskalen eignen sich zur Erfassung von Zeitflusserleben. Mögliche Items eines Fragebogens mit einer Skala von 1–10 sind beispielsweise “wie schnell vergeht für Sie Zeit?” und “vergeht die Zeit eher schnell oder eher langsam?”.
Dauerurteile sind Schätzungen über die Dauer eines Zeitintervalls. Entscheidend ist dabei der Zusammenhang zwischen der tatsächlichen Dauer einer objektiven Reizgröße (Zeitintervall) und der subjektiv wahrgenommenen Dauer dieser. Typische psychophysische Aufgaben (Psychophysik) zur Erfassung der eingeschätzten Dauer sind Schätzungen, Produktion, Reproduktion und Diskrimination von Zeitintervallen.
Im Bereich von sehr kurzen Dauern (Millisekunden) geht die Wahrnehmung von Dauer über in die „einfache“ Wahrnehmung zeitlicher Reihenfolge. Die wahrgenommene zeitliche Ordnung diskreter Ereignisse umfasst die Aspekte des zeitlichen Nacheinanders und der Gleichzeitigkeit.

### Experimentelle Paradigmen zur Untersuchung von Dauerurteilen (englischtiming)
In der wahrnehmungspsychologischen Forschung unterscheidet man in der Regel zwischen prospektiven Dauerurteilen (engl. „prospective timing“) und retrospektiven Dauerurteilen (engl. „retrospective timing“). Bei Aufgaben, die prospektive Dauerurteile erfassen, werden die Versuchspersonen über die Aufgabe informiert, sodass sie sich darauf einstellen können, dass ein Zeitwahrnehmungsurteil nach der Präsentation eines Reizes (z. B. Ton, visueller Reiz) abgegeben werden soll. Demnach werden prospective timing Aufgaben auch als aufmerksamkeitsbezogene Aufgaben bezeichnet. Die Zeitintervalle sind in der Regel kurz und es sind viele einzelne Durchgänge möglich.
Bei retrospektiven Aufgaben werden Probanden erst nach Präsentation eines Reizes über die Aufgabe informiert, sodass sie ihre Urteile rückblickend abgeben. Aus diesem Grund bezeichnet man diese Aufgabenart auch als gedächtnisbezogene Aufgabe. Die präsentierten Reize sind eher länger und können nicht wiederholt werden.

#### 1) Verbale Zeitschätzung (englischverbal estimation)
Die Probanden müssen eine Zeitspanne einschätzen – entweder retrospektiv oder prospektiv. Dies könnte so aussehen, dass Versuchspersonen in einer vorgegebenen zeitlichen Einheit, z. B. Sekunden, einschätzen sollen, wie lange sich ein visuell dargebotener Stimulus auf dem Bildschirm befindet. Die Darbietungsdauern der Stimuli betragen bei diesem Aufgabentyp in der Regel einige Sekunden bzw. Minuten. Um reliablere Ergebnisse zu gewährleisten, werden die Stimuli dabei mehrfach dargeboten und die einzelnen Schätzungen im Anschluss gemittelt. Aus der subjektiven Schätzung wird danach eine Differenz mit der objektiven Darbietungszeit berechnet, so dass man ein Maß für die Genauigkeit bzw. Abweichung von der objektiven Zeit erhält.

#### 2) Intervallproduktion (englischinterval production)
Hierbei sollen Probanden ein Intervall bestimmter Länge motorisch produzieren, etwa durch Drücken einer Taste. Eine entsprechende Aufgabe könnte lauten: „Drücken Sie bitte die Taste nach 10 Sekunden.“ Diese Aufgabe kann mehrfach wiederholt werden und jeweils einige Sekunden bis Minuten in Anspruch nehmen.

#### 3) Intervallreproduktion (englischinterval reproduction)
Bei der Intervallreproduktion müssen die Versuchspersonen zuerst in mehreren Durchgängen die Dauer eines, z. B. visuell oder auditiv präsentierten, Intervalls lernen. Darauffolgend sollen sie versuchen, dieses erlernte Intervall motorisch möglichst exakt zu wiederholen. Dies kann durch wiederholtes Drücken einer Taste umgesetzt werden. Die zu reproduzierenden Intervalle liegen dabei für gewöhnlich im Bereich weniger Sekunden.

#### 4) Vergleichsaufgaben (englischinterval comparison bzw. discrimination)
Es geht bei dieser Aufgabe darum, mehrere Intervalle miteinander zu vergleichen. So werden z. B. zwei Intervalle präsentiert (z. B. 1s und 1,05s), woraufhin der Proband eine Schätzung darüber abgeben soll, welches der beiden Intervalle länger war. Dadurch kann auch die Wahrnehmungsschwelle ermittelt bzw. eine Aussage über das zeitliche Auflösungsvermögen des Probanden getroffen werden.
Es konnte gezeigt werden, dass die Folgewahrnehmung innerhalb der gleichen Modalität unter anderem von der Reizintensität (siehe Reiz) und von den Faktoren der Einstellung abhängt. Werden Ereignisse verglichen, die unterschiedliche Sinnesorgane erregen, so hat deren unterschiedliche Ansprechzeit sowie die Verschiedenheit der nervalen Übertragungszeiten bis zur gemeinsamen Widerspiegelung der Ereignisse im zentralen Nervensystem einen wesentlichen Einfluss auf die Folgewahrnehmung. Die Experimente des Schweizer Entwicklungspsychologen und Epistemologen Jean Piaget widerlegen die Annahme, dass Folgewahrnehmung eine angeborene Fähigkeit sei. „Es gibt keine primitive Intuition der Gleichzeitigkeit.“
Im Vordergrund von Untersuchungen zur Wahrnehmung von Zeitintervallen standen Probleme der Unterscheidung von Reizintervallen, einschließlich der Bestimmung der Schwellen, sowie die Analyse des Absoluteindruckes zeitlicher Dauer und die Gesetzmäßigkeiten zeitlicher Intervallschätzung. Größenschätzungen ergaben eine als Potenzgesetz darstellbare Beziehung zwischen objektiven und subjektiven Intervallen mit einem Exponenten nahe eins. Die relative Wahrnehmung von Zeitintervallen hängt jedoch in hohem Maße von Reizbedingungen wie der Ereignisfülle und von psychischen Faktoren sowie von Monotonieerlebnissen ab.
Ein wichtiger Aspekt von Untersuchungen zur Zeitwahrnehmung ist die Erkennung ausgezeichneter zeitlicher Ereignisanordnungen. Beispiele hierfür sind die zeitliche Wiederholung von Ereignisfolgen und zeitliche Periodizitäten.

### Dauerurteile und Zählen
Inneres Zählen kann sich je nach Dauer des zu schätzenden Intervalls unterschiedlich auf die Genauigkeit von Zeiteinschätzungen durch Personen auswirken.
Bei eher kurzen Intervallen (Dauer im Sekundenbereich bis max. 45 s) hatte sich diese Strategie in früheren Untersuchungen u. a. von Getty als hilfreich erwiesen und verbesserte die Genauigkeit einer Schätzung hinsichtlich der Länge eines Zeitintervalls. Sollte jemand eine Aussage darüber treffen, wann ein kurzer Zeitraum t von einigen Sekunden Länge verstrichen war, so konnte inneres Zählen ihm/ihr dabei helfen, den entsprechenden Endpunkt genauer zu bestimmen. Wurde einer Person in einem Versuch eine solche Aufgabe gestellt, wendeten die meisten Menschen intuitiv diese oder eine andere Strategie (z. B. rhythmisches Tippen) der Zeitunterteilung an, solange das nicht explizit untersagt war. Theorien dazu, wie sich dieses Vorgehen auf die Einschätzung auswirkt, wurden zwei Klassen zuordnet:
1. Gemäß Weber-Fechner-Gesetz/ Webers Gesetz sollte die Genauigkeit der Schätzung der Dauer von t zunehmen, je mehr Unterteilungen des Intervalls n vorgenommen würden.
2. Proportionale Varianzmodelle (e.g., Creelmans Modell) dagegen würden keine Änderung in den Schwankungen der Schätzdauer bezüglich t im Verhältnis zur Anzahl der Unterteilungen n annehmen.
Die theoretischen und an empirischen Daten überprüften Untersuchungen Gettys aus den 1970er Jahren kamen dann zu dem Schluss, dass es für Personen tatsächlich von Vorteil zu sein scheint, die Dauer bis zum Verstreichen eines längeren Zeitintervalls t durch die Unterteilung in eine gewisse Anzahl von n kleineren Zwischenintervallen (also z. B. durch Sekundenzählen in Gedanken) zu bestimmen. Dieses Ergebnis steht im Einklang mit Theorien, die auf Webers Gesetz aufbauen. Diese Ergebnisse konnten dann aber schon in Untersuchungen von Hicks & Allen einige Jahre später so nicht bestätigt werden – die Autoren gaben an, dass in ihren Untersuchungen inneres Zählen eher zu Unterschätzungen des verstrichenen Intervalls t führten. Neuste Untersuchungen von Thönes und Hecht konnten die vorangegangenen Ergebnisse aber in beide Richtungen nicht replizieren – sie fanden in einer Reihe von Experimenten keine Unterschiede bei Personen, die inneres Zählen als Strategie anwandten im Vergleich zu Personen, die intuitiv die Dauer eines kurzen Zeitintervalls t bestimmten.
Im Gegenteil, soll eine Person eine Schätzung hinsichtlich eines längeren Zeitintervalls (60 s und 90 s) abgeben, so scheint inneres Zählen eher zu einer Unterschätzung/Überproduktion im Vergleich zu einer intuitiven Bestimmung zu führen; der geschätzte (produzierte) Endpunkt liegt also beim Zählen nach dem tatsächlich gemessenen Ende des Intervalls t.
Diese Überproduktion der Zeit bei längeren Zeitintervallen konnte bei weiteren Untersuchungen nicht durch einen Wortlängeneffekt erklärt werden. Auch Aufmerksamkeitseffekte konnten als eine Ursache für diese Beobachtung ausgeschlossen werden, da Personen die inneres Zählen nutzten, durchgehend präziser (im Sinne von weniger variabel) in der Einschätzung der Dauer des Zeitintervalls waren im Vergleich zu Personen, die inneres Zählen als Strategie angewandt hatten. Die aktuellen Befunde über die Akkuratheit intuitiver Einschätzungen sowohl von kurzen als auch längeren Zeitintervallen unterstützen dagegen eher die Idee von einer inneren Uhr, die in der Lage ist, unabhängig von höheren kognitiven Prozessen die Dauer von Zeitintervallen gut (akkurat) einzuschätzen. Zählen hilft also nicht, wenn es darum geht, ein Zeitinvall möglich genau zu produzieren.

## Neurobiologische Grundlagen
In bildgebenden Untersuchungen stellten sich vor allem die Basalganglien und der rechte Parietallappen als bedeutsam für die Entwicklung des menschlichen Zeitgefühls heraus. Dies wirft auch ein neues Licht auf einige Erkrankungen mit Störungen des Zeitempfindens (wie z. B. Parkinson oder die Aufmerksamkeitsdefizit-/Hyperaktivitätsstörung).

## Schwellen
Gleichzeitigkeit in der Wahrnehmung der Zeit ist ein komplexeres Phänomen, als es auf den ersten Blick den Anschein hat. Folgende Wahrnehmungsschwellen werden unterschieden:
- Die Schwelle, ab der zwei Ereignisse als getrennt erkannt werden (Fusionsschwelle), ist vom jeweiligen Sinnesorgan abhängig. So müssen optische Eindrücke 20 bis 30 Millisekunden auseinander liegen, um zeitlich getrennt zu werden, während für akustische Wahrnehmungen bereits drei Millisekunden ausreichen.[10]
- Die Schwelle, ab der die Reihenfolge zweier Reize unterschieden werden kann (Ordnungsschwelle), ist unabhängig von der Art der Wahrnehmung etwa 30 bis 40 Millisekunden, richtet sich aber stets nach der langsamsten Reizübertragung.
- Darüber hinaus ist die Wahrnehmung der Gegenwart durch einen Drei-Sekunden-Zeitraum angegeben, dieser Zeitraum wird als Gegenwartsdauer bezeichnet.

## Objektive und subjektive Zeit
In den Formulierungen der Umgangssprache drückt sich das subjektive Zeitempfinden in Bezug auf das Vergehen der objektiven Zeit aus. Gleichzeitig kommt im jeweiligen Gebrauch dieser Formulierungen eine Wertung von Ereignissen, Zuständen und der eigenen Person zum Ausdruck. Beispiele hierfür sind:
- (keine) Zeit haben
- Zeit vergeht (nicht)
- sich (keine) Zeit nehmen
- Zeit gewinnen/verlieren
- jemandem Zeit schenken/stehlen
- Zeit totschlagen
- Die Zeit rennt uns weg

In der Literatur (z. B. „Der Zauberberg“ von Thomas Mann) und im Film, besonders im Science-Fiction-Genre, wird bisweilen das Motiv der Abweichung, Umkehrung oder Überwindung des regulären Zeitflusses dargestellt. Als Stilmittel kann die rückwärtige Erzählung einer Geschichte dienen. „Pfeil der Zeit“ von Martin Amis ist hierfür ein gutes Beispiel. Im Film wurde dieses Stilmittel u. a. in „Memento“ verwendet. Weitere Stilmittel sind auch Zeitlupe oder Zeitraffer. Bedeutend ist der Unterschied von Erzählzeit zur erzählten Zeit.
Die Zeitqualität bezeichnet gewisse Kriterien des Empfindens, die mit dem Zeitgefühl verbunden sind. Im parawissenschaftlichen bis esoterischen Umfeld wird versucht, Gesetzmäßigkeiten des Zeitempfindens auch in über die persönliche Wahrnehmung hinausgehende Strukturen einzubetten.
In der Hypnoseforschung gilt Zeitverzerrung, d. h. verlangsamte oder beschleunigte Zeitwahrnehmung, als Trancephänomen.

## Zeitgefühl
Das Zeitgefühl – auch: die Zeitempfindung – bezeichnet eine Fähigkeit bei Menschen und Tieren, zu bestimmten Abläufen von Vorgängen die Dauer des objektiven Vorgangs abzuschätzen, wobei subjektive Eindrücke der Verlaufsdauer entstehen.

### Beschreibung
Untersuchungen haben ergeben, dass es für die Dauer eines objektiven Vorgangs keine speziellen Zellen im Gehirn gibt, die eine Messung des Zeitablaufs vornehmen. Das Gehirn stützt sich bei der Einschätzung der Verlaufsdauer eines objektiven Vorgangs auf ein Maß der geistigen Tätigkeiten, die aus der Beschäftigung während des Vorgangs resultieren. Dabei stellen sich folgende Empfindungen ein:
1. Erregt ein objektiver Vorgang eine hohe geistige Tätigkeit, so entsteht die Vorstellung, dass der Vorgang längere Zeit andauert
2. Erregt ein objektiver Vorgang eine geringe geistige Tätigkeit, so entsteht die Vorstellung, dass der Vorgang nur geringe Zeit andauert

Unter geistige Tätigkeit ist hierbei die Anzahl der Denkprozesse im Gehirn zu verstehen. Eine typische Versuchsanordnung ist das Abschätzen des Zeitabstands zwischen zwei Signalen, die sinnlich wahrgenommen werden. Sind die Signale der Versuchsperson bekannt,
so wird das Intervall zwischen den bekannten Signalen kürzer eingeschätzt als zwischen zwei unbekannten Signalen, wobei die Versuchsanordnung immer gleiche Zeitintervalle zwischen den bekannten und unbekannten Signalen wählte.
Eine weitere Schlussfolgerung über die Empfindung der Dauer einer zurückgelegten Strecke ergibt sich aus den Eindrücken bei der Fahrt zur Arbeitsstätte. Dabei entsteht der Eindruck, dass die Rückfahrt kürzer andauert als der Hinweg zur Arbeit, weil der Rückweg als bekannt erscheint und weniger Aufmerksamkeit mit Denkprozessen erfordert.
Bezüglich des allgemeinen Zeitgefühls in Abhängigkeit vom Lebensalter kann folgende Schlussfolgerung gezogen werden: Beim älteren Menschen kommt es weniger häufig vor, dass er sich mit neuen Eindrücken beschäftigen muss – also herrscht beim älteren Menschen der Eindruck vor, die bekannten Vorgänge verlaufen schneller.
Das Empfinden, warum bei einem „Wartezustand“, also bei einem Zustand, wo man auf den Beginn eines objektiven Vorgangs wartet, das Zeitempfinden von einer immer längeren Dauer des Verlaufs des Wartens ausgeht, ist noch nicht geklärt. Offensichtlich findet aber beim Menschen bei einer direkten Fixierung auf einen Zeitabschnitt das Empfinden der Dauer als Umkehrung statt: vermutlich wird dabei jede Zeitempfindung blockiert. Die gefühlte ›Leere‹ des Wartens wird demnach offenbar durch eine Störung des individuellen, verinnerlichten Umgangs mit der Zeit verursacht, die es plötzlich nicht mehr wie gewohnt zulässt, die individuelle Zeitkonzeption an eine objektive Zeitkonzeption zu knüpfen.
Die innere Uhr:
Die Geschwindigkeit der inneren Uhr und ihrer Zeiteinheiten sind variabel. Werden in einem Intervall viele Zeiteinheiten abgerufen d. h. „die Uhr tickt schneller“, so erscheint uns ein Zeitintervall lang, weil viele Zeiteinheiten „vergangen sind“.
Emotionen, die mit Gefahrensituationen einhergehen, wie Angst oder Wut, sorgen dafür, dass unsere innere Uhr „schneller tickt“. Grund dafür sind vermutlich Aufmerksamkeitsprozesse: viele Wahrnehmungseinheiten sorgen entweder für eine hohe zeitliche Auflösung salienter Situationen, oder die Zeit wird auf Grund mangelnder Aufmerksamkeitskapazität weniger beachtet. Dadurch haben wir das Gefühl, dass, wenn wir Angst haben, die Zeit stillzustehen scheint.
Versuche an Rhesus-Affen an der University of California, San Francisco zeigten bei den Tieren eine Einschätzung des Zeitablaufs, die von dem Bewegungssehen eines sich bewegenden Objekts abhängt. Nach einer gewissen Wiederholung des Vorgangs hatte sich bei den Affen eine Vorstellung entwickelt, wann das Objekt seine Richtung wechselt (2). Eine Ablenkung der Affen durch andere Reize schlug fehl. Dabei erhielten die Affen eine Einschätzung der Dauer von der Bewegung des Objekts durch das Verhältnis von der Geschwindigkeit des Objekts zur jeweils durchlaufenden Strecke.
Damit können folgende Erkenntnisse über das Zeitgefühl vermutet werden:
1. Das Zeitgefühl beim Menschen entsteht mit dem Ablauf einer Tätigkeit und den damit verbundenen Denkprozessen
2. Das Gehirn spielt dabei insofern eine Rolle, als dass im Kleinhirn koordinierende Funktionen wirken
3. Aus pathologischen Befunden der Verletzungen in dieser Gehirnregion ergibt sich keine erkennbare Beeinträchtigung des Zeitgefühls, womit die Vermutung erhärtet wird, dass es keine spezielle Gehirnregion für das Zeitgefühl gibt

### Planungstypen
In der Chronopsychologie wird unterschieden zwischen Through-timern und In-timern, die es in einem Verhältnis von 50:3 geben soll. Es sind zwei verschiedene Planungstypen in der Wahrnehmung des Zeitverlaufs bekannt:
- Through-timer planen ihren Tages- und Wochenablauf termingerecht, halten sich an festgelegte Zeiten und überblicken größere Zeitspannen.* In-timer dagegen sehen vor allem den jeweiligen Moment und leben im Augenblick. Deshalb kann es zu Schwierigkeiten mit ihrer Pünktlichkeit kommen.

### Körpertemperatur
Die Zeitwahrnehmung beim Menschen wird durch dessen Körpertemperatur beeinflusst. Je höher die Körpertemperatur ist, umso schneller läuft die innere Uhr. Anfang der 1930er entdeckte Hudson Hoagland bei einer Grippeerkrankung seiner Frau Anna die Abhängigkeit der Zeitwahrnehmung von der Körpertemperatur. Ihre innere Uhr lief bei seiner Frau umso schneller, je höher ihr Fieber war.